# گورستان بالک
قبرستان بالک مربوط به دوره اشکانیان است و در شهرستان مریوان، بخش مرکزی، روستای بالک واقع شده و این اثر در تاریخ ۲۳ شهریور ۱۳۸۲ با شمارهٔ ثبت ۱۰۰۹۴ به‌عنوان یکی از آثار ملی ایران به ثبت رسیده است.